# Мовчання ягнят (роман)
«Мовчання ягнят» (англ. The Silence of the Lambs) — роман Томаса Гарріса. Вперше опублікований у 1988 році. Є сиквелом роману Гарріса «Червоний дракон» (1981). Продовження історії серійного вбивці-канібала Ганнібала Лектера. Однойменна екранізація режисера Джонатана Деммі вийшла 1991 року й отримала визнання критиків і мала касовий успіх.

## Сюжет
Молода курсантка Академії ФБР Кларіс Старлінг за завданням начальника відділу психології Джека Кроуфорда, намагаючись залучити до співпраці серійного вбивцю-людожера Ганнібала Лектера, перебуває в психіатричній лікарні штату Меріленд. Завдяки інформації, отриманій від Лектера, Старлінг знаходить голову невідомого в машині однієї з жертв Лектера — флейтиста Бенджаміна Распейла.
Кроуфорд намагається знайти серійного вбивцю Буффало-Білла, що здирає зі своїх жертв шкіру. Лектеру відомо, хто вбивця (їх познайомив Распейл), проте він відбувається лише натяками, що допомагають обмежити критерії пошуку в обмін на спогади з дитинства Старлінг. Тим часом маніяк викрадає Кетрін Мартін, дочку сенатора від штату Теннессі. ФБР відомо, що маніяк тримає жертви в полоні кілька днів, а потім їх вбиває. Кроуфорд блефує, роблячи через Старлінг пропозицію Лектеру про пом'якшення умов утримання нібито від імені сенатора. Честолюбний головлікар лікарні Чілтон підслуховує розмову Лектера і Старлінг і сам зв'язується з сенатором Мартін. Сенатор, дуже впливова й рішуча жінка, домагається переведення Лектера в штат Теннессі. Лектер погоджується на угоду: камеру в федеральній в'язниці з вікном, книги і роботу з психоаналітиком в обмін на інформацію про вбивцю. Лектер називає його ім'я: Біллі Рубін.
Плани Лектера збуваються: він убиває своїх охоронців і втікає. Використовуючи інформацію Лектера про те, що вбивця — психопат, який вважає себе транссексуалом і отримав відмову в клініках, де роблять операції зі зміни статі, так як не пройшов психологічних тестів, Кроуфорд виходить на Джейма Гамба і віддає наказ групі захоплення. Старлінг досліджує минуле Фредерики Біммел, однієї з жертв Буффало-Білла, і приходить до висновку, що він — кравець, котрий шиє вироби зі шкіри вбитих ним жінок. Вона приїжджає в будинок покійної місіс Ліпманн, колишньої роботодавиці Фредерики, і застає там самого Гамба, який успадкував статок місіс Ліппман. Старлінг, здогадавшись, що господар будинку і є Буффало-Білл, намагається заарештувати його, але той ховається у підвалі. Вона переслідує вбивцю, тоді він вимикає світло, а сам одягає інфрачервоні окуляри й крадеться слідом, готовий покінчити з дівчиною. Старлінг стріляє на звук курка револьвера й вбиває маніяка. Кетрін Мартін здобуває свободу. Лектер пише лист Старлінг, сподіваючись дізнатися, чи переслідують її крики ягнят, яких вона в дитинстві намагалася врятувати від забою.

## Літературне значення
Роман мав великий успіх. Дитячий письменник Роальд Даль отримав велике задоволення від роману, описавши його як «тонку, жахливу і чудову, найкращу книгу, яку я читав за довгий час». Письменник Девід Фостер Воллес використовував цю книгу як частину своєї навчальної програми під час викладання в коледжі Помони, а згодом включив її, а також «Червоного дракона» Гарріса до свого списку десяти улюблених романів. Джон Даннінг каже про «Мовчання ягнят»: «Це просто найкращий трилер, який я читав за останні п'ять років».
Деякі критики та трансгендерні активісти засудили роман як трансфобний та гомофобний через зображення Буффало Білла, через що були протести проти екранізації, коли вона вийшла на екрани. Книга була розкритикована феміністичною авторкою Джулією Серано за представлення транссексуалізму як психозу, незважаючи на те, що Гарріс наполягав у тексті, що Джейм Ґамб не був справжнім транссексуалом.

## Нагороди
- Премія Брема Стокера за Найкращий роман 1988 року[6]
- Премія Anthony Awards за Найкращий роман 1989 року[7]
- Світова премія фентезі за найкращий роман 1989 року[8]